# Porecatu (ort)
Porecatu är en ort i Brasilien.   Den ligger i kommunen Porecatu och delstaten Paraná, i den södra delen av landet, 900 km söder om huvudstaden Brasília. Porecatu ligger 404 meter över havet och antalet invånare är 11 390.
Terrängen runt Porecatu är huvudsakligen platt, men åt sydost är den kuperad. Närmaste större samhälle är Florestópolis, 12,0 km söder om Porecatu. 
Trakten runt Porecatu består till största delen av jordbruksmark. Runt Porecatu är det ganska glesbefolkat, med 50 invånare per kvadratkilometer.